# Alessandro Lualdi
Pour les articles homonymes, voir Lualdi.
Alessandro Lualdi (né le 12 août 1858 à Milan en Lombardie, Italie et mort le 12 novembre 1927 à Palerme), est un cardinal italien de l'Église catholique du début de la XXe siècle, nommé par le pape Pie X.

## Biographie
Il étudie au Séminaire pontifical lombard de Rome où il a pour condisciple le une jeune membre du Tiers-ordre Franciscain Achille Ratti, futur pape Pie XI.
Après son ordination, Alessandro Lualdi fait du travail pastoral à Milan. Il est professeur à l'université de Milan, au séminaire du Vatican[Lequel ?] et du Collegio Leonino à Rome et recteur du Collegio Lombardo à Rome. Il est élu archevêque de Palerme en 1904.
Dans la capitale sicilienne, alors que nationalement Giolitti se rapproche des catholiques et que l'Église allège la doctrine du non expedit, l'archevêque, proche de Giuseppe Toniolo et Giovanni Grosoli (it) de l'Opera dei Congressi, soutient les initiatives électorales démocrates-chrétiennes et l'action de Luigi Sturzo..
Pendant ses études, il fait la connaissance de deux séminaristes : Giacomo della Chiesa et Achille Ratti, respectivement les futurs papes Benoît XV et Pie XI.
Le pape Pie X le crée cardinal lors du consistoire du 15 avril 1907. Le cardinal Lualdi participe au conclave de 1914, lors duquel Benoît XV est élu et au conclave de 1922 (élection de Pie XI).

## Succession apostolique
Alessandro Lualdi a ordonné les évêques suivants :
- Évêque Giovanni Garigliano (1911)
- Évêque Salvatore Ballo Guercio (it) (1920)
- Évêque Giuseppe Lagumina (fi) (1920)